# Libro de Oseas
El Libro de Oseas (abreviado Os) (סֵפֶר הוֹשֵׁעַ), es un texto bíblico de la Biblia judía y el Antiguo Testamento cristiano. Se recoge como uno de los doce profetas menores de los Nevi'im («Profetas») en el Tanaj, y como un libro independiente en el Antiguo Testamento cristiano, donde tiene catorce capítulos. Según el orden tradicional de la mayoría de las Biblias en hebreo, es el primero de los Doce.
Para los protestantes se trata del primero de los profetas menores, mientras que para los católicos es el segundo. Tanto en las Biblias protestantes como en las católicas se encuentra ubicado entre Daniel y Joel.

## Contexto histórico
Ambientado en torno a la caída del Reino del Norte de Israel, el Libro de Oseas denuncia la adoración de otros dioses distintos de Yahvé (el Dios de Israel), comparando metafóricamente el abandono de Yahvé por parte de Israel con la infidelidad de una mujer hacia su marido. Según la narración del libro, la relación entre Oseas y su esposa infiel Gomer es comparable a la relación entre Yahvé y su pueblo infiel, Israel: este texto describe «por primera vez» esta última relación en términos de un matrimonio. La reconciliación final de Oseas y Gomer se trata como una metáfora esperanzadora de la reconciliación final entre Yahvé e Israel.
Oseas profetizó durante los años de decadencia del reino del norte. Luego del reinado de Jeroboam II se presentaron tiempos difíciles, en los cuales las revueltas, golpes militares y asesinatos de reyes eran episodios comunes, a tal punto que se cometieron cuatro regicidios en un término de quince años escasos.
La anarquía cubrió el país, mientras que el pueblo era víctima de la inseguridad, el robo, la violencia y otros males.
Ante la gravedad de la situación, la corona pidió ayuda, como había sucedido en el pasado, a los grandes poderes imperiales de la región: Asiria y Egipto.
Algunos estudios críticos de la redacción de Oseas realizados desde la década de 1980 han postulado que la unidad teológica y literaria fue creada por los editores, aunque los estudiosos difieren significativamente en sus interpretaciones del proceso de redacción, las etapas y el alcance de las contribuciones originales del profeta del siglo VIII. Sin embargo, muchos estudiosos coinciden en que la mayor parte del libro fue probablemente compuesta en la época de Jeroboam II de Israel (c. 793-753 a. C.). Oseas es la fuente de la frase «reap the whirlwind»,sembrar vientos, cosechar tempestades que ha pasado a ser de uso común en inglés y otros idiomas.

## Antecedentes y contenido

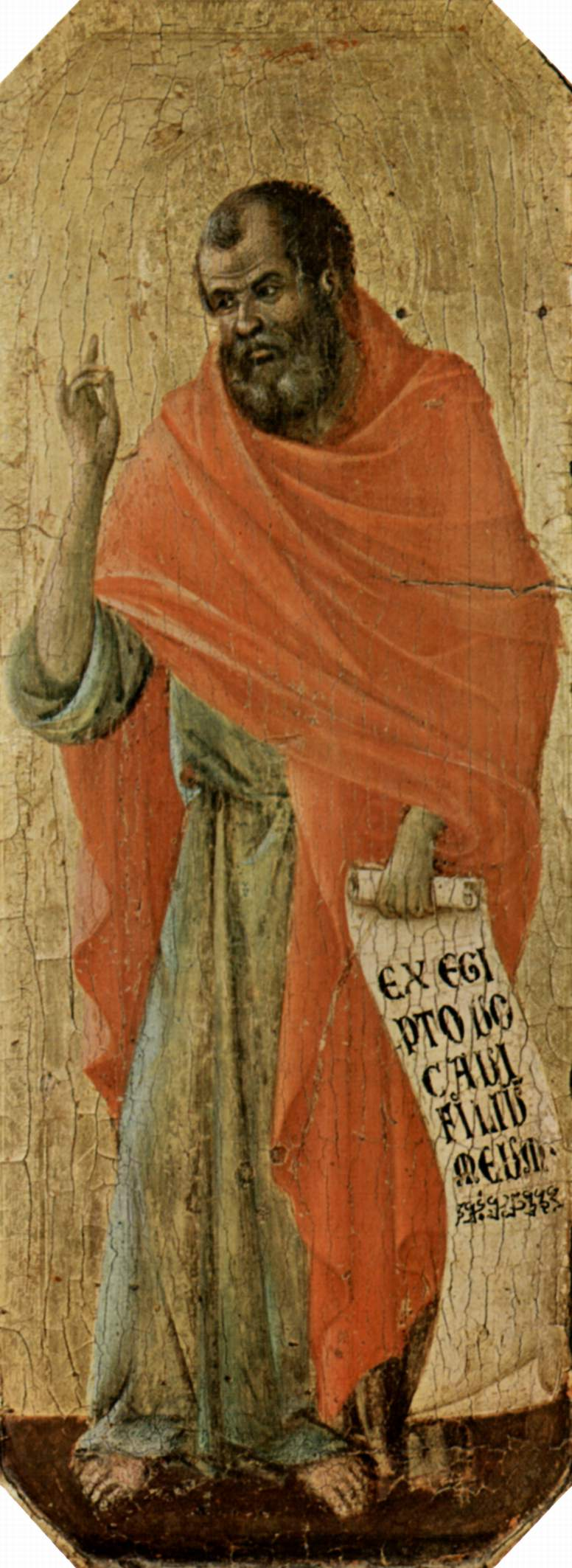
El profeta Oseas, de Duccio di Buoninsegna, en la Catedral de Siena (c. 1309-1311)

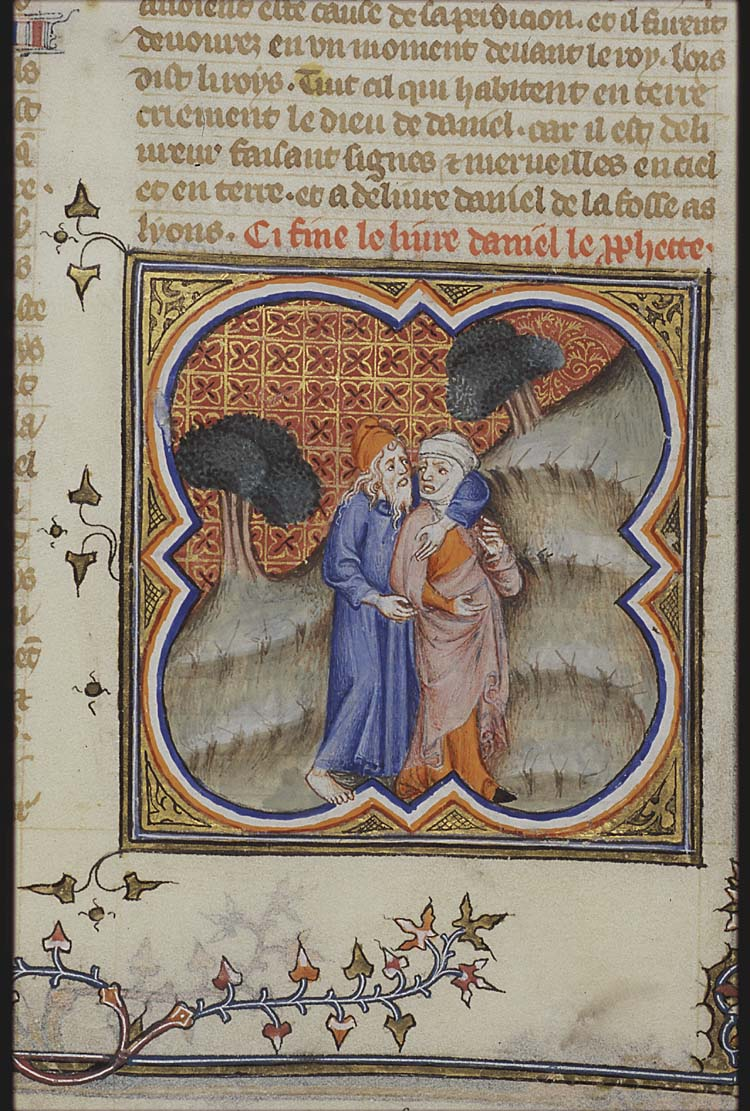
Ilustración de Oseas y Gomer de la Biblia Historiale, 1372.

Oseas profetizó durante una época oscura y melancólica de la historia de Israel, el periodo de declive y caída del Reino del Norte en el siglo VIII a. C. Según el libro, la apostasía del pueblo era rampante, habiéndose alejado de Dios para servir tanto a los becerros de Jeroboam y Baal, un dios cananeo.
El Libro de Oseas dice que, durante la vida de Oseas, los reyes del Reino del Norte, sus partidarios aristocráticos y los sacerdotes habían alejado al pueblo de la ley de Dios, tal y como se establece en el Pentateuco. Dice que abandonaron el culto a Dios y adoraron a otros dioses, especialmente a Baal, el dios de las tormentas cananeo. Según el libro, siguieron otros pecados, entre ellos el homicidio, el perjurio, el robo y el adulterio. Oseas declara que, a menos que se arrepientan de estos pecados, Dios permitirá que su nación sea destruida y el pueblo será llevado al cautiverio por Asiria, la nación más grande de la época.
La profecía de Oseas se centra en el amor infinito de Dios hacia un Israel pecador. En este texto, se expresa la agonía de Dios por la traición de Israel.  Stephen Cook afirma que los esfuerzos proféticos de este libro pueden resumirse en este pasaje: «Yo he sido el Señor tu Dios desde la tierra de Egipto; no conoces a ningún otro dios fuera de mí, y fuera de mí no hay salvador». El trabajo de Oseas era pronunciar estas palabras en una época en la que habían sido prácticamente olvidadas.

### Esquema general
- Capítulos 1-2: Se describe biográficamente el matrimonio de Oseas con Gomer («El Señor dijo a Oseas»),[16] que es una metáfora de la relación entre Dios e Israel.
- Capítulo 3: Se describe el matrimonio de Oseas de forma autobiográfica («Entonces el Señor me dijo):[17] posiblemente se trate de un matrimonio con diferentes mujeres.[19]
- Capítulos 4-14:9/14:10: Oráculo juzgando a Israel, en particular a Efraín, por no cumplir el pacto.

No hay un desglose más claro de las ideas en 4–14:9/14:10. A continuación, se profetiza que algún día todo esto cambiará y que Dios se apiadará de Israel.
El capítulo dos describe un divorcio. Este divorcio parece ser el fin del pacto entre Dios y el Reino del Norte. Sin embargo, es probable que se tratara de nuevo de un acto simbólico, en el que Oseas se divorció de Gomer por infidelidad y aprovechó la ocasión para predicar el mensaje del rechazo de Dios al Reino del Norte. Termina esta profecía con la declaración de que Dios renovará algún día el pacto y volverá a amar a Israel.
En el capítulo tres, por orden de Dios, Oseas busca a Gomer una vez más. O bien ella se ha vendido como esclava para pagar una deuda, o bien está con un amante que exige dinero a cambio de liberarla, por lo que Oseas tiene que comprarla. La lleva a casa, pero se abstiene de mantener relaciones sexuales con ella durante muchos días, para simbolizar el hecho de que Israel estará sin rey durante muchos años, pero que Dios lo recuperará, incluso a costa de sí mismo.
Los capítulos 4-14 explican la alegoría con detalle. Los capítulos 1-3 hablan de la familia de Oseas y de los problemas con Gomer. Los capítulos 4-10 contienen una serie de oráculos, o sermones proféticos, que muestran exactamente por qué Dios rechaza al Reino del Norte (cuáles son los motivos del divorcio). El capítulo 11 es el lamento de Dios por la necesidad de renunciar al Reino del Norte, que constituye una gran parte del pueblo de Israel, al que Dios ama. Dios promete no renunciar a ellos por completo. Luego, en el capítulo 12, el profeta implora el arrepentimiento de Israel. El capítulo 13 predice la destrucción del reino a manos de Asiria, porque no ha habido arrepentimiento. En el capítulo 14, el profeta insta a Israel a buscar el perdón y promete su restauración, al tiempo que exhorta a la máxima fidelidad a Dios.
La capital del reino del norte cayó en el año 722 a. C. Todos los miembros de las clases altas y gran parte del pueblo fueron capturados y llevados cautivos para vivir como prisioneros de guerra.

### Resumen de la historia de Oseas
En primer lugar, Dios ordenó a Oseas que se casara con una mujer promiscua, de mala reputación, y él lo hizo. El matrimonio aquí es simbólico de la relación de alianza entre Dios e Israel. Sin embargo, Israel ha sido infiel a Dios al seguir a otros dioses y romper los mandamientos que son los términos del pacto, por lo que Israel está simbolizado por una ramera que viola las obligaciones del matrimonio con su marido.
En segundo lugar, Oseas y su esposa, Gomer, tienen un hijo. Dios ordena que el hijo se llame Jezreel. Este nombre hace referencia a un valle en el que se había derramado mucha sangre en la historia de Israel, especialmente por parte de los reyes del Reino del Norte. El nombre de este hijo era una profecía contra la casa reinante del Reino del Norte, que pagaría por ese derramamiento de sangre. El nombre Jezreel significa «Dios siembra».
En tercer lugar, la pareja tiene una hija. Dios ordena que se le ponga el nombre de Lo-ruhamah, que significa «no amada», «piedad» o «compasión», para mostrar a Israel que, aunque Dios seguirá teniendo piedad del Reino del Sur, ya no tendrá piedad del Reino del Norte; su destrucción es inminente. En la traducción de la Nueva Versión Internacional, la omisión de la palabra «él» da lugar a especulaciones sobre si Lo-Ruhamah era la hija de Oseas o una de las amantes de Gomer. Sin embargo, James Luther Mays afirma que el hecho de no mencionar la paternidad de Oseas «difícilmente implica» el adulterio de Gomer.
En cuarto lugar, Gomer da a luz a un hijo. Es cuestionable si este niño era de Oseas, ya que Dios ordena que se le llame Lo-ammi, que significa «no es mi pueblo». El niño llevó este nombre vergonzoso para mostrar que el Reino del Norte también sería avergonzado, ya que su pueblo ya no sería conocido como el pueblo de Dios. En otras palabras, el Reino del Norte había sido rechazado por Dios.

## Resumen
El Libro de Oseas contiene una serie de profecías y mensajes tanto para Judá como para Israel del Norte (Samaria) que, según se dice (versículos 1:1, 1:2), provienen de Dios. Estas son transmitidas por el profeta Oseas. Su contexto se encuentra predominantemente en el Reino del Norte, pero hay varias referencias a Judá. Los editores de la Biblia de Jerusalén comentan que ha habido una tendencia entre los estudiosos de la Biblia a tratar todas las referencias a Judá como añadidos posteriores, pero argumentaron a partir de la década de 1960 que «hoy en día se están impulsando conclusiones más sobrias». En su opinión, aunque algunas referencias pueden haber sido añadidos, como Oseas 1:7, 2:1-3 y 14:10, otras pueden indicar que Oseas continuó predicando en el reino del sur después de la caída del norte.

## Autor, fecha, lugar

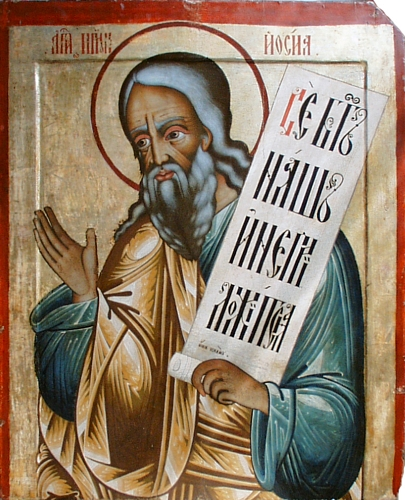
Oseas.

El libro se atribuye al profeta Oseas, activo en Israel hacia el siglo VIII a. C. Según Os. 1:1 Oseas ya habría comenzado su ministerio profético tiempo antes bajo Jeroboam II (787-747 a. C.), y habría terminado durante el reinado del Ezequías de Judá.
Las indicaciones del libro son demasiado vagas y generales como para poder establecer más detalles respecto de la vida del hombre real que escribió el texto. En la obra se hacen referencia a algunos sucesos de la historia israelita de entonces: alianza con reyes extraños (7,16; 8,4), tributo de Menajem al rey de Asiria (5,13; 7,11-12) guerra siro-efraimita del año 735 (5,8-6,6) y recurso a Egipto en tiempos del rey Oseas de Israel (7,11; 9,6; 12,2).

## Situación religiosa
Este caos social, político y económico llevó también a la degradación moral y religiosa, a la que Oseas alude en forma permanente: la piedad judía se desvía de la verdad, llegando a adorar a un becerro de oro en lugar del Señor Yahvéh, vicios que se apoyaban en la prosperidad económica de los años previos. Ante la tribulación presente, el profeta echa en cara a los judíos su impiedad pasada.

## La profecía
La profecía de Oseas es una de las más oscuras y difíciles de interpretar de todo el Tanaj. Sus vaticinios son tan breves y escuetos que más parecen resúmenes de una obra más larga o "ayudamemorias" destinadas a auxiliar en la confección de un texto posterior más completo que, hasta donde sabemos, jamás llegó a escribirse.
Para colmo, el texto hebreo actual ha sufrido interpolaciones, resúmenes, correcciones y adiciones y fue influido por noticias provenientes de Judá que rompen su unidad cultural e intelectual.

## Continuación de la profecía de Oseas
El principio de la palabra de Yahveh por medio de Oseas: Ve, tómate una mujer fornicaria, e hijos de Fornicación; porque la tierra fornica apartándose de Yahveh.
Encontramos muchas respuestas a esta profecía de Oseas. Si continuamos leyendo este libro podemos entender muy claramente que Dios está hablando de su pueblo, utilizando la figura retórica para comparar cómo se prostituyó el pueblo de Israel. Oseas se juntó con una mujer fornicaria llamada Gomer y con ella tuvo tres hijos, el primer hijo se llamó Jezrael que significa (Dios siembra) y a la segunda, que fue una hija, le llamó Lo-ruhama que significa (no digno de lástima o No compadecida) y a su tercer hijo le llamó Lo-ammi, que significa (no es mi gente o No mi pueblo).

## Estilo literario
El estilo literario de Oseas es entrecortado, denso y sentencioso, con figuras léxicas (paronomasias y juegos de palabras, sobre todo) y un nutrido vocabulario. El capítulo 2 contiene una verba florida, menciona los mismos temas más de una vez de forma reiterativa.

## Organización
La profecía está dividida en dos piezas, a pesar de que —especialmente en la segunda— no se siga ningún orden lógico.
La primera parte es de sentido discutible, aunque sería importantísimo establecer de qué se trata, porque la segunda es la aplicación práctica de esta. La interpretación más aceptada dice que Oseas se ha unido con su amada pero esta lo ha abandonado. Como se ve, el profeta se compara con Dios y teje una vez más la metáfora del esposo y la mujer. El profeta —Dios— ha seguido amando a la joven y la somete a una prueba; superada esta, la perdona y vuelve a llevarla junto a sí.
Este es el resumen de la manera audaz e inédita en que Oseas expresa las relaciones de Yahveh con los judíos: amorosas, románticas.

## Uso en el Nuevo Testamento
Mateo 2:13 cita la profecía de Oseas en Oseas 11:1 de que Dios llamaría a su Hijo para que saliera de Egipto, como presagio de la huida a Egipto y el regreso a Israel de José, María y el niño Jesús.
En Lucas 23:30, Jesús hizo referencia a Oseas 10:8 cuando dijo: «Entonces comenzarán a decir a los montes: «Cubridnos»; y a los collados: «Caed sobre nosotros»». La cita también se repite en Apocalipsis 6:16.

## Interpretación y contexto
En Oseas 2, la mujer de la metáfora matrimonial podría ser Gomer, la esposa de Oseas, o podría referirse a la nación de Israel, invocando la metáfora de Israel como la novia de Dios. La mujer no es retratada de forma positiva. Esto se refleja a lo largo del comienzo de Oseas 2: «La desnudaré y la expondré como en el día en que nació»; «No tendré piedad de sus hijos, porque son hijos de la prostitución»; «Porque ella dijo: Iré tras mis amantes...».
El erudito bíblico Ehud Ben Zvi recuerda a los lectores el contexto sociohistórico en el que se compuso Oseas. En su artículo «Observaciones sobre la metáfora matrimonial de YHWH e Israel en su contexto israelita antiguo: consideraciones generales e imágenes particulares en Oseas 1.2», Ben Zvi describe el papel de Gomer en la metáfora matrimonial como uno de los «atributos centrales de la imagen ideológica del matrimonio humano que compartían los autores masculinos y los lectores masculinos principales y destinatarios como elementos fundamentales para imaginar la relación».
Tristanne J. Connolly hace una observación similar, afirmando que el motivo marido-mujer refleja el matrimonio tal y como se entendía en aquella época. Connolly también sugiere que, en contexto, la metáfora del matrimonio era necesaria, ya que ejemplificaba verdaderamente la interacción desigual entre Dios y el pueblo de Israel. El erudito bíblico Michael D. Coogan describe la importancia de comprender el pacto en relación con la interpretación de Oseas. Según Coogan, Oseas pertenece a un género único llamado «juicio del pacto», en el que Dios acusa a Israel de romper el acuerdo previamente establecido. La decepción de Dios con Israel se expresa, por lo tanto, a través del pacto matrimonial roto entre marido y mujer.
Brad E. Kelle se refiere a «muchos estudiosos» que encuentran referencias a prácticas sexuales cultuales en el culto a Baal, en Oseas 2, como prueba de una situación histórica en la que los israelitas estaban abandonando el culto a Yahvé por Baal, o mezclando ambos, siendo las referencias de Oseas a los actos sexuales metáforas de la «apostasía» israelita.
Oseas 13:1-3 describe cómo los israelitas están abandonando a Yahvé para adorar a Baal, y los acusa de fabricar o utilizar imágenes fundidas para adorar «ídolos». La principal de ellas era la imagen del toro en el santuario norteño de Betel, que en la época de Oseas era adorada como imagen de Baal.

## Contribución teológica
Oseas transmite un mensaje de arrepentimiento al pueblo de Dios. A través del matrimonio de Oseas con Gomer, Dios muestra su gran amor por su pueblo, comparándose con un marido cuya esposa ha cometido adulterio, utilizando esta imagen como metáfora del pacto entre Dios e Israel. El amor de Dios fue «malinterpretado» por su pueblo. Oseas influyó en profetas posteriores como Jeremías. Es uno de los primeros profetas escritores, y el último capítulo de Oseas tiene un formato similar al de la literatura sapiencial.[cita requerida]
Al igual que Amós, Oseas elevó la religión de Israel a la altura del monoteísmo ético, siendo el primero en enfatizar el lado moral de la naturaleza de Dios. La infidelidad de Israel, que resistió todas las advertencias, le obligó a castigar al pueblo debido a su propia santidad. Oseas considera la infidelidad como el pecado principal, del que Israel, la esposa adúltera, ha sido culpable contra su amado esposo, Dios. Contra esto, opone el amor inextinguible de Dios, quien, a pesar de esta infidelidad, no rechaza a Israel para siempre, sino que volverá a atraer a su pueblo hacia sí después del juicio.